# Adil Çarçani
Adil Çarçani (Fushëbardhë, 15 de maio de 1922 – Tirana, 13 de outubro de 1997) foi um político albanês no regime comunista liderado por Enver Hoxha. Ele serviu como chefe de governo nos últimos anos do regime.

## Início e carreira
Çarçani nasceu em Fushëbardhë, no distrito de Gjirokastër, na Albânia. Durante a Segunda Guerra Mundial, ele lutou do lado partisan contra os fascistas italianos, juntando-se ao Partido do Trabalho da Albânia (comunista) após a guerra. Ele tornou-se ministro das Minas na década de 1950, passou a integrar o Politburo do partido na década de 1960 e em 1981 tornou-se vice-primeiro-ministro.
Em 18 de dezembro de 1981, imediatamente após a morte violenta de Mehmet Shehu, Çarçani tornou-se Primeiro-Ministro. Ele permaneceu no caro até o início da queda do governo comunista em 1991, quando renunciou após multidões derrubarem a estátua de Enver Hoxha, o líder comunista da Albânia de 1944 a 1985. No entanto, Çarçani foi eleito para o parlamento nesse mesmo ano e fez o discurso inicial da legislatura.

## Anos finais
Em 21 de maio de 1994, Çarçani foi julgado por abuso de poder junto com Ramiz Alia. Após o julgamento, foi considerado culpado e sentenciado à prisão. Sua sentença foi comutada para cinco anos de prisão domiciliar; no entanto, como Çarçani já estava começando a sofrer com problemas de saúde, ele faleceu durante o cumprimento da sentença em Tirana.